# گمینا بوبرووو
گمینا بوبرووو (به لهستانی:  Gmina Bobrowo) یک گمینا در لهستان است که در شهرستان برودنیتسا واقع شده‌است. گمینا بوبرووو ۱۴۶٫۲۸ کیلومتر مربع مساحت و ۶٬۳۳۲ نفر جمعیت دارد.